# دیستربد
دیستربد (به انگلیسی: Disturbed) یک گروه موسیقی هوی متال آمریکایی است که در سال ۱۹۹۵ در شهر شیکاگو فعالیتِ خود را آغاز کرد. اعضای گروه شامل David Draiman به عنوانِ وکالیست، Dan Donegan گیتاریست، John Moyer بیسیست و Mike Wengren درامر این گروه می‌باشند.
اسم گروه در سال ۱۹۹۶ بعد از پیوستن Draiman به گروه و جایگزینی او بجای Erich Awalt از Brawl به Disturbed تغییر کرد. این گروه تا کنون بیش از ۱۳ میلیون نسخه از آلبوم هایشان را در سراسرِ جهان فروخته که آن را به یکی از بهترین گروه‌های متال در حال پیشرفت سال‌های اخیر تبدیل کرده‌است.این گروه تا به حال ۵ آلبوم استودیویی منتشر کرده که اولین البومشان را به عنوان بند Brawl و ۴ البوم بعدی را که در بیلبورد دویست در رتبهٔ ۱ پرفروشترین‌ها قرار گرفتند،به عنوان بند Disturbed منتشر کرد.

## بچه های گمشده (۲۰۱۱-۲۰۱۰)
- 2000 - The Sickness
- 2002 - Believe
- 2005 - Ten Thousand Fists
- 2008 - Indestructible
- 2010 - Asylum
- 2011 - The Lost Children